# 플루오린화 카보닐
플루오린화 카보닐(영어: carbonyl fluoride)는 화학식이 COF2인 무기 화합물이다. 이 가스는 아날로그 포스젠처럼 무색이며 독성이 강하다. 분자는 C2v 대칭을 갖는 평면이다. 불화 카르보닐은 일반적으로 불소화 된 탄화 수소의 열분해시 분해 생성물, 예를 들어 물의 존재하에 트리 플루오로 메탄올 또는 테트라 플루오로 메탄으로부터 생성된다 :
CF4 + H2 → COF2 + 2HF
카르보닐 플루오라이드는 포스젠과 플루오린화 수소의 반응 및 일산화 탄소의 산화에 의해 제조 될 수 있지만, 후자는 사불화 탄소에 대한 과산화를 초래하는 경향이있다.
CO + 2AgF2 → COF2
불화 카르 보닐은 물의 존재 하에서 불안정하여 이산화 탄소와 플루오린화 수소로 가수 분해된다.
COF2 + H2O → CO2 + 2HF

## 안전성
카르보닐플루오라이드는 극한의 독성을 가지며, 단기간의 노출에 대한 임계값의 한계는 2ppm이다. 흡입 시 치명적이며, 물과 격렬히 반응한다.

## 같이 보기
- 카보닐기